# C1orf123
C1orf123 (англ. Chromosome 1 open reading frame 123) – білок, який кодується однойменним геном, розташованим у людей на короткому плечі 1-ї хромосоми.  Довжина поліпептидного ланцюга білка становить 160 амінокислот, а молекулярна маса — 18 048.
| 10         |  | 20         |  | 30         |  | 40         |  | 50         |
| ---------- |  | ---------- |  | ---------- |  | ---------- |  | ---------- |
| MGKIALQLKA |  | TLENITNLRP |  | VGEDFRWYLK |  | MKCGNCGEIS |  | DKWQYIRLMD |
| SVALKGGRGS |  | ASMVQKCKLC |  | ARENSIEILS |  | STIKPYNAED |  | NENFKTIVEF |
| ECRGLEPVDF |  | QPQAGFAAEG |  | VESGTAFSDI |  | NLQEKDWTDY |  | DEKAQESVGI |
| YEVTHQFVKC |  |            |  |            |  |            |  |            |

A: Аланін

C: Цистеїн

D: Аспарагінова кислота

E: Глутамінова кислота

F: Фенілаланін

G: Гліцин

H: Гістидин

I: Ізолейцин

K: Лізин

L: Лейцин

M: Метіонін

N: Аспарагін

P: Пролін

Q: Глутамін

R: Аргінін

S: Серин

T: Треонін

V: Валін

W: Триптофан

Кодований геном білок за функцією належить до фосфопротеїнів. 